# Assieu de Galard
Assieu de Galard dit le Jeune (ou Assin, Assiu, sous sa forme latine Arsyno ou Ayssius de Galardo) est un seigneur gascon au service du roi d'Angleterre, né vers 1296 et mort avant 1337. Il est lieutenant du sénéchal de Gascogne à plusieurs reprises, d'août 1311 à février 1312, puis à nouveau en 1313. Il exerce aussi les charges de maire de Dax et, de 1312 à 1315, de maire de Bordeaux. En 1324, il livre la ville d'Auch, qu'il commande, aux forces de Charles IV le Bel, mais Édouard II lui accorde son pardon.

## Biographie
La famille de Galard détient les terres de Galard et de Terraube, dans le Condomois et l'Armagnac. 
Assieu épouse entre 1305 et 1313 Royale ou Réale de Faudoas, fille du baron Bertrand de Faudoas et de Marquèse de Montfaucon. Le couple semble n'avoir eu qu'une fille, Condorine, née avant 1315.
Il est le lieutenant de plusieurs sénéchaux de Gascogne : Jean de Hastings, peut-être Guy Ferre, voire Estèbe Ferréol (ou Étienne Fériol).
Homme de confiance d’Édouard II, il est placé à la mairie de Bordeaux, de 1312 à 1315, dans l'espoir qu'un Gascon non bordelais parviendrait à apaiser les affrontements entre deux clans rivaux locaux.
Alors qu'il est gouverneur et sénéchal de la ville d'Auch en 1324, Assieu prend pourtant parti pour le roi de France,. Édouard II le gracie le 28 décembre 1324, puis à nouveau le 23 juin 1326.